# Tom Hamilton
Thomas William Hamilton (født 31. december 1951 i Colorado Springs) er en amerikansk musiker, mest kendt som bassist i bandet Aerosmith. Tom Hamilton har været om bord siden bandets start i 1970.
Kunstnerisk er Tom Hamilton anerkendt som komponisten bag to af Aerosmiths allerstørste klassikere: Sweet Emotion fra 1975 og Janie's Got a Gun fra 1989. Han er desuden barndomsven med bandkammeraten Joe Perry.
I 2008 blev Tom Hamilton ramt af strubekræft, som gjorde at han måtte erstattes til Aerosmiths dengang igangværende turne. Efter intensiv behandling er han nu erklæret rask, og er vendt tilbage til Aerosmith, som en uvurderlig del af bandets svingende grundrytme.